# 卢基乌斯·秦奇乌斯·阿里门图斯
卢基乌斯·秦奇乌斯·阿里门图斯是一位古罗马羅馬史學學者、法学家和官员。 阿里门图斯主要用古希腊语写作。 他還是羅馬元老院成員。第二次布匿战争期間，阿里门图斯被俘。他被汉尼拔囚禁多年。 